# Dancerz
Dancerz (ukr. Данціж, Danciż) – szczyt o wysokości 1850 m n.p.m. znajdujący się w paśmie Czarnohory na Ukrainie. Wznosi się w grzbiecie głównym, pomiędzy Pożyżewską (Пожижевська, 1822 m) na północnym zachodzie a Turkułem (Туркул, 1932 m) na południu. Zachodnie zbocza opadają do doliny potoku Ozirnego (Озірний), południowe do doliny potoku Dancerzyk (jej górna część rozszerza się w polodowcowy kocioł, w którym leży Jeziorko Niesamowite). Na zachodnich stokach góry znajduje się kilka oczek wodnych oraz wydajne źródło dające początek potokowi Ozirnyj.
W okresie międzywojennym przez szczyt przebiegała granica pomiędzy Polską a Czechosłowacją (słupek graniczny nr 35).
Przez trawiasty wierzchołek prowadzi szlak turystyczny wiodący głównym grzbietem Czarnohory, dochodzi tu też szlak od stacji meteorologicznej i botanicznej pod Pożyżewską.